# Garfield Owen
Pour les articles homonymes, voir Owen.
Pas d'image ? Cliquez ici

a Compétitions nationales et continentales officielles uniquement.

b Matchs officiels uniquement.
Garfield David Owen, né le 20 mars 1932 à Llanharan, et mort le 17 janvier 2019, est un joueur de rugby gallois, évoluant au poste d'arrière pour le pays de Galles.

## Carrière de rugby à XV
Il dispute son premier test match le 12 mars 1955 contre l'équipe d'Irlande et son dernier test match contre l'équipe de France le 24 mars 1956. Il joue six matchs en équipe nationale. Il joue successivement avec les clubs du Llanharan RFC, Maesteg RFC, Wrexham RFC. Puis, il fait seulement 30 apparitions pour le Newport RFC de 1953 à 1956 avant de rejoindre le rugby à XIII avec le Halifax RLFC. Il connaît également quatre sélections avec les Barbarians de 1955 à 1956. Il intègre le Hall of Fame du club anglais de rugby à XIII.

## Palmarès
- victoire dans le Tournoi des cinq nations 1955 et 1956

## Statistiques en équipe nationale

### En équipe nationale de rugby à XV
- 6 sélections
- 26 points (7 transformations, 4 pénalités)
- Sélections par année : 2 en 1955, 4 en 1956
- Participation à deux 1955, 1956

### En équipe nationale de rugby à XIII
- 1 sélection en 1959